# Bouçoães
Bouçoães ou Bouçoais é uma povoação portuguesa sede da Freguesia de Bouçoães do Município de Valpaços, freguesia com 25,74 km² de área e 303 habitantes (censo de 2021), tendo, por isso, uma densidade populacional de 11,8 hab./km².

## Demografia
A população registada nos censos foi:
| Distribuição da População por Grupos Etários | Distribuição da População por Grupos Etários | Distribuição da População por Grupos Etários | Distribuição da População por Grupos Etários | Distribuição da População por Grupos Etários |
| -------------------------------------------- | -------------------------------------------- | -------------------------------------------- | -------------------------------------------- | -------------------------------------------- |
| Ano                                          | 0-14 Anos                                    | 15-24 Anos                                   | 25-64 Anos                                   | > 65 Anos                                    |
| 2001                                         | 64                                           | 46                                           | 252                                          | 179                                          |
| 2011                                         | 22                                           | 42                                           | 195                                          | 160                                          |
| 2021                                         | 9                                            | 14                                           | 106                                          | 174                                          |

## Património
- Estação Rupestre de Lampaça

## Povoações
- Bouças
- Bouçoães
- Ermidas
- Lampaça
- Lodões
- Picões
- Real Covo
- Tortomil
- Vilartão

## Personalidades
Nasceu em Bouçoães Manuel dos Reis da Silva Buíça (Bouçoães, 31 de dezembro de 1875 — Lisboa, 1 de fevereiro de 1908), o regicida que alvejou mortalmente D. Carlos I.